# Агат (залив)
Агат-Бэй (англ. Agat Bay) — залив на острове Гуам (США). Он расположен в муниципалитете Агат, в юго-западной части Гуама, в 13 км к юго-западу от столицы Хагатна.

## География
Залив Агат-Бэй принадлежит тропическому острову, который славится обширными пляжами и красивыми водопадами. На его территории присутствую исторические памятники: наскальные рисунки и традиционные жилища аборигенов чаморро, заселивших эти места примерно три тысячи пятьсот лет назад, архитектура времен былого господства испанцев, а также памятники Второй мировой войны. Рядом с Агатом есть более известное место — Нимица. Это в честь памяти о адмирале Честере Нимице, главнокомандующем Тихоокеанским флотом США во время Второй мировой войны. Побережье расположено к югу от пристани Агат и является одним из самых больших южных прибрежных парков.

## История
Первое поселение на берегах залива Агат было основано ещё индейцами. Позже, когда пришли белые завоеватели, они которые тоже оценили выгодное положение этого места. Многие считали залив Агат западными воротами на юг. В начале девятнадцатого века рядом с заливом обнаружили залежи железной руды, именно этому событию посёлок Две Гавани обязан своим стремительным развитием. Были рассмотрены различные места для железнодорожного вокзала и морского порта, но залив Агат был выбран, потому что он был ближе к участку железной руды и имел залив с глиняным дном, в то время как большинство других было скалистым. В 1883 году компания Minnesota Iron Company выкупила все земли, кроме четырех акров Томаса Секстона вокруг залива Агат. Секстон просто сдал свои оставшиеся четыре акра в аренду торговцам, которые рассчитывали на множество рабочих прибывших строить железную дорогу Дулут и Айрон Рендж. Железнодорожная компания начала быстро расти, и ей потребовалась вся береговая линия. К 1885 году Minnesota Iron Company убедила Секстона продать и оставшиеся четыре акра земли вдоль залива Агат. В нынешнее время к югу от залива располагается военно-морская база Гуам. Далее на юг вдоль побережья расположен ряд прекрасных пляжей Гуама, включая пляж Нимиц. И совсем рядом с ними находится популярная Агат Марина.